# Falling Uphill
Falling Uphill — дебютный альбом канадской женской поп-панк-группы Lillix, выпущен 27 мая 2003 года лейблом Maverick Records. Большинство песен было написано участницами группы в возрасте от тринадцати до пятнадцати лет.

## Об альбоме
Falling Uphill включает кавер версию песни «What I Like About You» группы The Romantics. Эта песня вошла в саундтрек к фильму «Чумовая пятница». Синглами в альбоме стали «It’s About Time», «What I Like About You» и «Tomorrow». В чарты попала только песня «It’s About Time».

## Список композиций
1. «Tomorrow» (Лэйси Ли Эвин, Линда Пэрри, Луиза Бэрнс, Таша Рэй Эвин) — 3:44
2. «Quicksand» (Луиза Бэрнс) — 3:46
3. «It’s About Time» (Грэхам Эдвардс, Лэйси Ли Эвин, Лаурен Кристи, Луиза Бэрнс, Скотт Спок, Таша Рэй Эвин) — 3:41
4. «Dirty Sunshine» (Грэхам Эдвардс, Лэйси Ли Эвин, Лаурен Кристи, Луиза Бэрнс, Скотт Спок, Таша Рэй Эвин) — 3:17
5. «Sick» (Лэйси Ли Эвин, Таша Рэй Эвин) — 3:37
6. «Invisible» (Лэйси Ли Эвин) — 3:44
7. «24/7» (Таша Рэй Эвин) — 3:58
8. «Because» (Таша Рэй Эвин) — 2:26
9. «Promises» (Таша Рэй Эвин) — 3:22
10. «Fork in the Road» (Лэйси Ли Эвин) — 3:11
11. «Lost and Confused» (Луиза Бэрнс) — 3:16
12. «What I Like About You» (Джимми Маринос, Майк Скилл, Уолли Паламарчик) — 2:47

Бонусная песня в Японском издании
1. «Blind» (Таша Рэй Эвин) — 3:56

## Позиции в чартах
| Чарт               | Позиция |
| ------------------ | ------- |
| US Billboard 200   | 188     |
| US Top Heatseekers | 6       |